# Loren Murchison
Loren Murchison   (Farmersville, 17 de desembre de 1898 - Lakewood, 11 de juny de 1979) va ser un atleta estatunidenc que va competir en els anys posteriors a la Primera Guerra Mundial.
Nascut a Texas, va guanyar diversos títols nacionals i de l'AAA en curses de velocitat entre 1918 i 1925. Destacà també en les curses indoor, en què guanyà 5 campionats de l'AAU i va establir nombrosos rècords del món en distàncies que varien dels 50 metres fins a les 300 iardes.
El 1920 va prendre part en els Jocs Olímpics d'Anvers, on disputà tres proves del programa d'atletisme. En els 4x100 metres relleus, fent equip amb Charles Paddock, Jackson Scholz i Morris Kirksey, guanyà la medalla d'or, mentre en els 200 metres fou quart i en els 100 metres sisè. Quatre anys més tard, als Jocs de París, va disputar dues proves atlètiques. Revalidà la medalla d'or en els 4x100 metres relleus, aquesta vegada fent equip amb Louis Clarke, Frank Hussey i Alfred LeConey, mentre en els 100 metres va ser sisè.
El 1925 es va veure afectat per una meningitis que li deixà mig el cos paralitzat de cintura per avall durant la resta de la seva vida.

## Millors marques
- 100 metres llisos. 10.5" (1924)
- 200 metres llisos. 21.5" (1924)[1][5]